# Municipio de Marion (condado de Hancock)
El municipio de Marion (en inglés: Marion Township) es un municipio ubicado en el condado de Hancock en el estado estadounidense de Ohio. En el año 2010 tenía una población de 2759 habitantes y una densidad poblacional de 43,5 personas por km².

## Geografía
El municipio de Marion se encuentra ubicado en las coordenadas 41°1′45″N 83°35′6″O / 41.02917, -83.58500. Según la Oficina del Censo de los Estados Unidos, el municipio tiene una superficie total de 63.42 km², de la cual 60,09 km² corresponden a tierra firme y (5,25 %) 3,33 km² es agua.

## Demografía
Según el censo de 2010, había 2759 personas residiendo en el municipio de Marion. La densidad de población era de 43,5 hab./km². De los 2759 habitantes, el municipio de Marion estaba compuesto por el 96,59 % blancos, el 0,36 % eran afroamericanos, el 1,81 % eran asiáticos, el 0,65 % eran de otras razas y el 0,58 % eran de una mezcla de razas. Del total de la población el 1,96 % eran hispanos o latinos de cualquier raza.